# 盤石縣
盘石县，中国南北朝时设置的县。
- 北周保定五年於簡州陽安縣移資州於漢資中故城為治所[1]。仍改資中為盤石县，屬資中郡，在今四川省资中县。
- 隋朝屬梁州資陽郡，開皇初郡廢。大業初置資陽郡[2]。
- 隋資陽郡。武德元年改為資州，領盤石縣、內江縣、安岳縣、普慈縣、安居縣、隆康縣、資陽縣、大牢縣、威遠縣，其年割大牢、威遠屬榮州。二年，分安居、隆康、普慈、安岳四縣屬普州。貞觀四年，置丹山縣。天寶元年，改為資陽郡。乾元元年，復為資州。乾元二年正月，分置昌州，尋廢[3]。中縣。有平岡山、崇靈山。有鹽。北七十里有百枝池，周六十里，貞觀六年，將軍薛萬徹決東使流[4]。
- 宋屬潼川府路資州，緊縣。有一十八鹽井、一鐵冶[5]。
- 明朝洪武年间，降资州为县，盘石县改为资县。